# Dagmar Nielsen
Dagmar Nielsen (1924 på Djursland – 1996) var en dansk forfatter.
Dagmar Jørgensen flyttede senere til Sigerslev på Stevns. 
Hun blev gift med forfatterkollegaen Niels E. Nielsen og skiftede efternavn til Nielsen. (Hun døde i 1996). Dagmar Nielsen skrev litteratur om dagliglivets mennesker og om ekstentiel fremmedgørelse. Hun skrev blandt andet essays og tekster til Danmarks radio. I modsætning til sin mand Niels E. Nielsen havde hun ikke sit blik rettet imod fremtidens samfund. Det var mere det kontemporære, nære miljø, rummet, dagliglivet og de store menneskelige evige vilkår der optog hende.

## Bogudgivelser
- Tvillinger, tårer og tusindfryd, 1977
- Dage under et stråtag, 1979
- Kald mig kun en tåbe, 1983
- Græsset på min grønne vej, 1984
- Regnbuen over min køkkendør, 1989